# سعد الراجح
سعد بن محمد الراجح (تُوفي في 2 أكتوبر 2020)، استشاري طب أعصاب سعودي، كان عضو الفريق العلمي لرحلة مكوك الفضاء ديسكفري عام 1985. عمل استشاريًا في طب الأعصاب في مستشفى الملك فيصل التخصصي، وكان من ضمن الفريق المُشرف على متابعة خامس ملوك السعودية فهد بن عبد العزيز آل سعود. عمل بعدها أستاذًا في جامعة الملك سعود، ثم عمل في مجموعة الدكتور سليمان الحبيب للخدمات الطبية.
يُعد الدكتور سعد الراجح متزوجًا من الأستاذة الدكتورة نورة اليوسف، وهي عضو مجلس الشورى السعودي، وكانت قد عملت أستاذًا في جامعة الملك سعود بالفترة ما بين 1991 حتى 2016.